# Campionato italiano femminile di hockey su ghiaccio 2002-2003
Nella stagione 2003-04, il Campionato italiano femminile di hockey su ghiaccio prevedeva la sola serie A.

## Serie A
Furono sei le squadre al via: Agordo Hockey, Eagles Ice Team Bolzano, HC Bressanone, HC Lario Halloween, HC Crocodiles Girls Merano e HC All Stars Piemonte. Un doppio girone di andata e ritorno ha determinato la griglia dei play-off, con semifinali e finale. Le ultime due squadre classificate accedono alla finale 5º/6º posto.

### Classifica finaleRegular Season
| Squadra    | Pt. | Vinte | Perse | Nulle | GF  | GS  |
| ---------- | --- | ----- | ----- | ----- | --- | --- |
| Agordo     | 34  | 17    | 3     | 0     | 125 | 45  |
| Bolzano    | 33  | 16    | 3     | 1     | 114 | 33  |
| Bressanone | 19  | 8     | 9     | 3     | 71  | 70  |
| Halloween  | 18  | 8     | 10    | 2     | 74  | 69  |
| Piemonte   | 16  | 7     | 11    | 2     | 50  | 55  |
| Merano     | 0   | 0     | 20    | 0     | 27  | 188 |

### Play-Off

#### Semifinali
Serie giocate al meglio delle tre gare.
```
Gara 1
 - 6 marzo 
2003

Eagles Bolzano - HC Bressanone     13-0
Agordo Hockey - HC Lario Halloween 7-0
```

```
Gara 2
 - 9 marzo 
2003

HC Lario Halloween - Agordo Hockey 2-4
HC Bressanone - Eagles Bolzano     2-10
```

#### Finali
Serie giocate al meglio delle tre gare.

##### 5º/6º Posto
```
Gara 1
 - 15 marzo 
2003

HC All Stars Piemonte - HC Crocodiles Merano 5-0
```

```
Gara 2
 - 16 marzo 
2003

HC Crocodiles Merano - HC All Stars Piemonte 4-5
```

##### 3º/4º Posto
```
Gara 1
 - 13 marzo 
2003

HC Bressanone - HC Lario Halloween 1-2
```

```
Gara 2
 - 16 marzo 
2003

HC Lario Halloween - HC Bressanone 6-0
```

##### 1º/2º Posto
```
Gara 1
 - 13 marzo 
2003

Agordo Hockey - Eagles Bolzano 3-2
```

```
Gara 2
 - 16 marzo 
2003

Eagles Bolzano - Agordo Hockey 3-6
```

L'Agordo Hockey vince per la settima volta il titolo italiano.